# Saba Yoi (huyện)
Saba Yoi (tiếng Thái: สะบ้าย้อย) là huyện (amphoe) cực đông nam của tỉnh Songkhla, miền nam Thái Lan.

## Lịch sử
Tên gọi Saba Yoi là cách nói trệch tiếng Thái của Sebayu (Jawi: سبايو), tên gốc có nghĩa là 'gió' trong tiếng Mã Lai.
Khu vực Saba Yoi đã thuộc Thepha. Đơn vị này đã được nâng thành tiểu huyện Ba Hoi (king amphoe) năm 1924. Năm 1942, chính quyền dời trụ sở huyện đến Tambon Mong và đổi tên tiểu huyện thành Saba Yoi. Đơn vị này đã được chính thức nâng thành huyện năm 1956.

## Địa lý
Các huyện giáp ranh (từ phía tây theo chiều kim đồng hồ) là: Na Thawi và Thepha của tỉnh Songkhla, Khok Pho của tỉnh Pattani, Mueang Yala, Yaha và Kabang của tỉnh Yala. Phía tây nam là bang Kedah của Malaysia.
Vườn quốc gia San Kala Khiri nằm ở Saba Yoi.

## Hành chính
Huyện này được chia thành 9 phó huyện (tambon), các đơn vị này lại được chia ra thành 62 làng (muban). Saba Yoi là thị trấn (thesaban tambon) nằm trên một phần của the tambon Saba Yai.
| STT. | Tên        | Tên Thái | Số làng | Dân số |  |
| ---- | ---------- | -------- | ------- | ------ |  |
| 1.   | Saba Yoi   | สะบ้าย้อย  | 9       | 11.636 |  |
| 2.   | Thung Pho  | ทุ่งพอ     | 8       | 8.649  |  |
| 3.   | Pian       | เปียน     | 7       | 7.677  |  |
| 4.   | Ban Not    | บ้านโหนด  | 7       | 6.086  |  |
| 5.   | Chanae     | จะแหน    | 5       | 6.527  |  |
| 6.   | Khuha      | คูหา      | 8       | 7.667  |  |
| 7.   | Khao Daeng | เขาแดง   | 7       | 6.779  |  |
| 8.   | Ba Hoi     | บาโหย    | 5       | 3.961  |  |
| 9.   | Than Khiri | ธารคีรี    | 6       | 4.514  |  |